# 奥格年·库兹米奇
奥格年·庫兹米奇（1990年5月16日—），塞爾維亞籃球運動員。他現在效力於NBA球隊金州勇士。他在場上的位置是中鋒。他在2012年NBA選秀中被金州勇士選中。